# Campionati del mondo di atletica leggera indoor 2008 - Pentathlon

## Medagliate
| Gold   |                 |             |
|        | Tia Hellebaut   | Belgio      |
| Silver |                 |             |
|        | Kelly Sotherton | Regno Unito |
| Bronze |                 |             |
|        | Anna Bogdanova  | Russia      |

## 60 m ostacoli
| Pos | Lane | Name                | Country     | Mark    | React | Points |
| --- | ---- | ------------------- | ----------- | ------- | ----- | ------ |
| 1   | 5    | Kelly Sotherton     | Regno Unito | 8.25    | 0.212 | 1073   |
| 2   | 6    | Anna Bogdanova      | Russia      | 8.39    | 0.220 | 1041   |
| 3   | 2    | Tia Hellebaut       | Belgio      | 8.54    | 0.238 | 1008   |
| 4   | 3    | Ljudmyla Blons'ka   | Ucraina     | 8.57    | 0.247 | 1002   |
| 5   | 8    | Natalija Dobryns'ka | Ucraina     | 8.63 SB | 0.272 | 989    |
| 6   | 4    | Tat'jana Černova    | Russia      | 8.64 PB | 0.256 | 987    |
| 7   | 1    | Karolina Tymińska   | Polonia     | 8.65    | 0.275 | 984    |
| 8   | 7    | Austra Skujytė      | Lituania    | 8.84 SB | 0.242 | 944    |

## Salto in Alto
| Pos | Nome                | Paese       | Misura  | Misure | Misure | Misure | Misure | Misure | Misure | Misure | Misure | Misure | Misure | Misure | Misure | Misure | Misure | Points |
| Pos | Nome                | Paese       | Misura  | 1.63   | 1.66   | 1.69   | 1.72   | 1.75   | 1.78   | 1.81   | 1.84   | 1.87   | 1.90   | 1.93   | 1.96   | 1.99   | 2.02   | Points |
| --- | ------------------- | ----------- | ------- | ------ | ------ | ------ | ------ | ------ | ------ | ------ | ------ | ------ | ------ | ------ | ------ | ------ | ------ | ------ |
| 1   | Tia Hellebaut       | Belgio      | 1.99 SB | -      | -      | -      | -      | -      | -      | -      | O      | -      | XO     | -      | O      | O      | XXX    | 1224   |
| 2   | Anna Bogdanova      | Russia      | 1.84 SB | -      | -      | -      | O      | O      | O      | O      | O      | XXX    |        |        |        |        |        | 1029   |
| 3   | Tat'jana Černova    | Russia      | 1.81 PB | -      | -      | -      | O      | O      | XO     | O      | XXX    |        |        |        |        |        |        | 991    |
| 4   | Kelly Sotherton     | Regno Unito | 1.81 SB | -      | -      | -      | O      | O      | O      | XO     | XXX    |        |        |        |        |        |        | 991    |
| 5   | Austra Skujytė      | Lituania    | 1.81    | -      | -      | O      | XXO    | O      | XXO    | XXO    | XXX    |        |        |        |        |        |        | 991    |
| 6   | Ljudmyla Blons'ka   | Ucraina     | 1.78 SB | -      | -      | -      | -      | XO     | XO     | XXX    |        |        |        |        |        |        |        | 953    |
| 7   | Natalija Dobryns'ka | Ucraina     | 1.78 SB | -      | -      | O      | O      | O      | XXX    |        |        |        |        |        |        |        |        | 916    |
| 8   | Karolina Tymińska   | Polonia     | 1.72 PB | O      | O      | O      | O      | XXX    |        |        |        |        |        |        |        |        |        | 879    |

## Getto del Peso
| Pos | Nome                | Paese       | Misura   | Prove | Prove | Prove | Punti |
| Pos | Nome                | Paese       | Misura   | 1     | 2     | 3     | Punti |
| --- | ------------------- | ----------- | -------- | ----- | ----- | ----- | ----- |
| 1   | Natalija Dobryns'ka | Ucraina     | 17.18 PB | 16.51 | 17.18 | X     | 1008  |
| 2   | Austra Skujytė      | Lituania    | 17.00 PB | 16.83 | 17.00 | 16.75 | 995   |
| 3   | Kelly Sotherton     | Regno Unito | 14.57 PB | 14.06 | 14.57 | 14.37 | 832   |
| 4   | Anna Bogdanova      | Russia      | 14.56 PB | 14.48 | 14.56 | 14.14 | 831   |
| 5   | Karolina Tymińska   | Polonia     | 14.30    | 14.30 | X     | X     | 814   |
| 6   | Ljudmyla Blons'ka   | Ucraina     | 14.12 PB | 13.94 | 14.12 | X     | 802   |
| 7   | Tia Hellebaut       | Belgio      | 13.85 PB | 13.85 | 13.75 | 13.69 | 784   |
| 8   | Tat'jana Černova    | Russia      | 13.11 PB | 12.62 | X     | 13.11 | 735   |

## Salto in lungo
| Pos | Nome                | Paese       | Misura  | Prove | Prove | Prove | Punti |
| Pos | Nome                | Paese       | Misura  | 1     | 2     | 3     | Punti |
| --- | ------------------- | ----------- | ------- | ----- | ----- | ----- | ----- |
| 1   | Kelly Sotherton     | Regno Unito | 6.45 SB | X     | X     | 6.45  | 991   |
| 2   | Tia Hellebaut       | Belgio      | 6.41 SB | X     | 6.23  | 6.41  | 978   |
| 3   | Anna Bogdanova      | Russia      | 6.38    | 6.38  | 6.30  | 6.34  | 969   |
| 4   | Natalija Dobryns'ka | Ucraina     | 6.31 SB | 6.18  | 6.30  | 6.31  | 946   |
| 5   | Ljudmyla Blons'ka   | Ucraina     | 6.31    | X     | 6.24  | 6.31  | 946   |
| 6   | Tat'jana Černova    | Russia      | 6.28 PB | 6.06  | 5.89  | 6.28  | 937   |
| 7   | Austra Skujytė      | Lituania    | 6.22 SB | 6.22  | X     | 6.15  | 918   |
| 8   | Karolina Tymińska   | Polonia     | 6.22    | 6.22  | X     | -     | 918   |

## 800 m
| Pos | Atleta              | Paese       | Tempo      | Punti |
| --- | ------------------- | ----------- | ---------- | ----- |
| 1   | Karolina Tymińska   | Polonia     | 2:08.64    | 985   |
| 2   | Kelly Sotherton     | Regno Unito | 2:09.95 PB | 965   |
| 3   | Tat'jana Černova    | Russia      | 2:14.96 PB | 893   |
| 4   | Anna Bogdanova      | Russia      | 2:15.67    | 883   |
| 5   | Natalija Dobryns'ka | Ucraina     | 2:15.69 PB | 883   |
| 6   | Tia Hellebaut       | Belgio      | 2:16.42 SB | 873   |
| 7   | Austra Skujytė      | Lituania    | 2:21.23 SB | 807   |
| 8   | Ljudmyla Blons'ka   | Ucraina     | 2:23.92 SB | 771   |

## Classifica Finale
| Pos | Atleta              | Paese       | Totale  | 60mH | SA   | GP   | SL  | 800m |
| --- | ------------------- | ----------- | ------- | ---- | ---- | ---- | --- | ---- |
|     | Tia Hellebaut       | Belgio      | 4867 WL | 1008 | 1224 | 784  | 978 | 873  |
|     | Kelly Sotherton     | Regno Unito | 4852 SB | 1073 | 991  | 832  | 991 | 965  |
|     | Anna Bogdanova      | Russia      | 4753    | 1041 | 1029 | 831  | 969 | 883  |
| 4   | Natalija Dobryns'ka | Ucraina     | 4742    | 989  | 916  | 1008 | 946 | 883  |
| 5   | Austra Skujytė      | Lituania    | 4655 SB | 944  | 991  | 995  | 918 | 807  |
| 6   | Karolina Tymińska   | Polonia     | 4580    | 984  | 879  | 814  | 918 | 985  |
| 7   | Tat'jana Černova    | Russia      | 4543    | 987  | 991  | 735  | 937 | 893  |
| 8   | Ljudmyla Blons'ka   | Ucraina     | 4474    | 1002 | 953  | 802  | 946 | 771  |